# Ludwig Mann
Ludwig Mann (ur. 31 sierpnia 1866 we Wrocławiu, zm. 15 stycznia 1936 tamże) – niemiecki lekarz neurolog, profesor tytularny, prymariusz St. Georgs-Krankenhaus we Wrocławiu. Uczeń i współpracownik Carla Wernickego. Wspólnie z nim upamiętniony jest w eponimicznej nazwie porażenia typu Wernickego-Manna.
Był synem kupca Ottona Manna i Clary Schöngarth. Żonaty z Elise Gräfe, córką kupca Juliusa Gräfego. Mieli dwoje dzieci, Wernera (1901) i Charlotte (1905).

## Wybrane prace
- Klinische und anatomische Beiträge zur Lehre von der spinalen Hemiplegie. Deutsche Zeitschrift für Nervenheilkunde 10, ss. 1-66, 1896
- Über ein häufig zu beobachtendes Syndrom bei Commotio bzw. Contusio cerebri. Deutsche Medizinische Wochenschrift 57, ss. 2172-2175, 1931